# 還珠格格 (2011年電視劇)
《还珠格格》，又被称作《新版还珠格格》或《新还珠格格》，是由中国湖南广播电视台与上海创翊文化传播制播的古装电视剧。2010年6月15日正式开拍，2011年3月10日杀青。2011年7月16日至2011年9月9日在湖南卫视首播，香港无线电视于2011年10月3日至2012年1月13日在无线精选台播出；另外，2013年于高清翡翠台播出。
本剧改编自台湾作家琼瑶一套三部的同名小说作品《还珠格格》。1998年播出的同名电视剧《还珠格格》曾取得巨大成功。

## 播出時間及平台
| 頻道               | 所在地   | 播映日期       | 播出時間                                          |
| ------------------ | -------- | -------------- | ------------------------------------------------- |
| 湖南衛視           | 中国大陆 | 2011年7月16日  | 每天（周五除外）22:00-00:00                       |
| 華視主頻           | 臺灣     | 2011年7月25日  | 星期一至五20:00-22:00                             |
| 八大戲劇台         | 臺灣     | 2011年7月30日  | 每周六、日12:00-14:00                             |
| 星和娱家戲劇台     | 新加坡   | 2011年9月30日  | 星期一至五22:30-00:15                             |
| 無綫精選台         | 香港     | 2011年10月3日  | 星期一至五17:30-18:30 （2月9日起改為17:15-18:00） |
| Astro至尊HD        | 马来西亚 | 2011年10月19日 | 星期一至五傍晚六點                                |
| 城市電視           | 加拿大   | 2011年11月19日 | 星期一至五                                        |
| 廣東珠江频道(粵語) | 中国大陆 | 2012年1月20日  | 星期一至五19:00-21:00                             |
| AsiaN              |          | 2012年3月5日   |                                                   |
| 高清翡翠台         | 香港     | 2013年1月18日  | 每週一至週五23:45-00:45                           |
| 中視經典台         | 臺灣     | 2018年6月25日  | 每週一至週五11:00-12:00                           |

## 劇情大綱
乾隆二十四年間，小燕子和紫薇在北京相遇，一見如故而成了結拜姊妹，結拜後紫薇將身世的秘密告訴小燕子，她是當年乾隆皇帝微服出巡時意外流落的女兒，小燕子得知後決心要跟紫薇找回父親，卻意外進了皇宮當了冒牌格格，心灰意冷的紫薇原以為找不回父親了，此時福爾康向她表白，並承諾要得到乾隆皇帝的指婚，這才將紫薇送進皇宮當小燕子的宮女，誰知深宮險惡，皇后眼紅，太后喜歡規規矩矩的大家閨秀，而反感小燕子冒冒失失沒規沒矩的樣子，當這隻燕子想要飛出這個皇宮時，班傑明和五阿哥永琪對小燕子產生好感，並向小燕子表白，小燕子才發現自己其實喜歡上永琪了，偏偏太后卻將欣榮格格指婚給五阿哥...

## 演員列表

### 主要角色
| 角色                       | 演員   | 粵語配音 | 簡介 |
| 小燕子 蕭雲                | 李晟   | 陳皓宜   | 還珠格格、小燕子、格格、江南小小俠 『我就是要頭一顆，要命一條』 蕭之航、杜雪吟之女 蕭劍之妹 五阿哥（永琪）之妻 紫薇之結拜姐姐 班杰明之好友 乾隆之義女→乾隆之媳婦 愉妃之媳婦 綿億之繼母 皇后之死敵、欣榮之情敵、太后前死敵 起初當了紫薇的信差，被永琪一箭射中，一場意外成為還珠格格。 個性衝動魯莽一天不惹事渾身不對勁，常常因為自己的衝動，差點被砍頭或挨板子。 在永琪向其表白心意時把永琪當哥們兒，但後來也喜歡上永琪，與皇上微服出巡期間情定永琪，和永琪難分難啥就算永琪結婚了還是愛著他（看見永琪和欣榮在一起會吃醋生悶氣）。 在微服出巡後向皇上坦承紫薇才是流落在外的金枝玉葉，因欺君之罪和紫薇一起被關進大牢被永琪救出，之後又因私自幫助香妃娘娘逃跑被皇上抓包又頂撞皇上以及紫薇身世之謎和紫薇一起再度入獄且面臨砍頭危機被永琪等人劫罰場救出，展開大逃亡生活。 在大逃亡期間得知自己是『江南第一大俠』蕭之航的女兒蕭雲，蕭劍的妹妹。 與哥哥前往大理生活，與永琪兩年之約，與永琪在大理重逢並與永琪廝守一生。 |
| 愛新覺羅·永琪              | 張睿   | 黃榮璋   | 五阿哥、永琪、少爺、榮親王 『只愛美人，不愛江山』 乾隆、愉妃之子 欣榮之亡夫→小燕子之夫 蕭之航、杜雪吟之女婿 班杰明之好兄弟 三格格、四阿哥同父異母之弟 明珠格格（紫薇）、六阿哥、八阿哥、十一阿哥、十二阿哥、七格格、九格格、十五阿哥同父異母之兄 漱芳齋四大護衛之一 起初一箭射中闖進圍場的小燕子。 騎馬射箭皆強，讀書也很厲害。 與小燕子相遇並喜歡上她，與皇上微服出巡期間情定小燕子，但被自己的額娘一哭二鬧三上吊逼迫娶了欣榮，就算結婚了還是愛著小燕子，對小燕子很愧疚。 為了救心愛的小燕子和紫薇免於砍頭之難與眾人計畫劫罰場和大家一起浪跡天涯，展開大逃亡生活，離開自己額娘、放棄阿哥身分、放棄一切榮華富貴。 在大逃亡結束後返回皇宮孝順的完成額娘與欣榮的期望，與福晉欣榮生完一兒綿億就離開皇宮前往大理實行與小燕子的兩年之約並和小燕子在大理重逢並攜手一生。 |
| 班杰明                     | 潘杰明 | 麥皓豐   | 綽號：斑鳩 ( 小燕子稱 ) 『班鳩翻跟斗，賣弄花屁股』 25歲，英國人 ( 劇中稱「大不列顛國」 )，宮廷畫師 傳教士郎世寧的徒弟 體貼善良，善解人意，重情講義，除了擅長西洋畫之外，也擅長小提琴，會中國功夫，漱芳齋四大護衛之一 喜歡小燕子，與五阿哥永琪有著三角習題，但他的真愛從不與永琪爭奪 故事中經常落單、犧牲小我完成大我，但豁達的性格總是一笑置之，也經常雪中送炭，溫暖人心。 曾帶來西洋巧克力、義大利餃子、音樂五線譜、帶動西式足球大賽 ( 蹴鞠賽 ) 最後看見永琪與小燕子在一起便決定回到大不列顛國 |
| 夏紫薇 （愛新覺羅·紫薇）   | 海陸   | 何璐怡   | 紫薇格格、明珠格格 『皇上，你還記得大明湖畔的夏雨荷嗎？』 乾隆民間庶女 18歲，溫柔可人 五阿哥永琪之妹妹 小燕子結拜妹妹 福爾康妻子 |
| 福爾康                     | 李佳航 | 黃啟昌   | 原型：福康安 『山無稜，天地合，才敢與君絕』 25歲的御前侍衛，深情才子 紫薇之夫 乾隆、雨荷之女婿 太后之孫女婿 漱芳齋四大護衛之一 原太后指婚晴兒為妻，最後得到晴兒諒解，太后以及皇帝祝福 |
| 乾隆皇帝 ( 愛新覺羅·弘曆 ) | 邱心志 | 潘文柏   | 乾隆帝 皇上、皇阿瑪、艾老爺、羅員外 『來人！把他拖下去，斬了！』 『皇上萬歲萬歲萬萬歲』 先皇后、繼皇后、令妃、愉妃…等之夫 三公主、四阿哥、五阿哥、紫薇、八阿哥、十一阿哥、十二阿哥、九公主、七公主、十五阿哥之父 小燕子名義上之父 綿億祖父 恩威並重，有一國之君的威嚴，又有慈父的柔情，擅將心比心，曾不顧太后的反對暗許永琪和小燕子的婚事，後因香妃事件龍顏大怒使親子間決裂成仇，又因其感性的愛拋開天子顏面而化解。 |
| 皇后                       | 鄧萃雯 | 陸惠玲   | 原型：繼皇后那拉氏 皇后、皇額娘 『容嬤嬤，給我教訓他們！』 乾隆帝之繼皇后 十二阿哥永璂之母 劇中為反派，性情好妒，總是與容嬤嬤主僕二人算計還珠格格等人，經常左右慫恿皇帝、太后對她們的看法。 |
| 晴兒( 愛新覺羅·晴兒 )      | 趙麗穎 | 高可慧   | 晴格格 『老佛爺，你自己心裡知道還要問我～』 蕭劍之妻 蕭之航、杜雪吟之媳婦 19歲，甜美端莊，譽親王之女 受禮教約束而拘謹，但本身性格前衛奔放，敢做自己 從小跟在太后身邊，原要將其嫁與五阿哥、爾康其中一人，後來知道他們的感情也喜歡上蕭劍 最後與小燕子、永琪、蕭劍生活在大理 |
| 簫劍 （蕭風）              | 高梓淇 | 梁偉德   | 『一簫一劍走江湖』 蕭之航、杜雪吟之子 晴兒之夫 小燕子之兄 紫薇名義上之義兄 25歲，武功高強的俠客，俠骨柔情，擅吹簫 從小為了尋找妹妹浪跡天涯，自稱「一簫一劍走天涯」，初期來無影去無蹤，經常在大家有難時出手相助，解圍後銷聲匿跡 以為皇帝是殺了父母之仇人，後來皇帝替蕭家平反 |
| 太后                       | 劉雪華 | 黃玉娟   | 原型：孝聖憲皇后 額娘、老佛爺、皇額娘、太后、奶奶 『老佛爺千歲千歲千千歲』 大清太后，乾隆帝之母 三公主、四阿哥、五阿哥、晴兒、紫薇、八阿哥、十一阿哥、十二阿哥、七公主、九公主之皇祖母 小燕子名義上祖母 綿億之太祖奶奶 清心寡慾，吃齋修佛，但因性格保守常看不慣小燕子，又因維護皇家的高貴而排擠有親血緣的民間格格紫薇，是永琪和小燕子愛情上的最大阻力之一 最後接納了紫薇、小燕子，卻沒有等到小燕子的歸來 |

### 次要角色
| 角色          | 演員   | 粵語配音 | 簡介 |
| 金鎖          | 孫耀琦 | 羅杏芝   | 紫薇的貼身丫鬟，從小在夏府和紫薇一起長大，和紫薇情同姐妹，真誠但有時多疑，後和柳青結為一對。 |
| 福爾泰        | 路宏   | 張裕東   | 福爾康的弟弟，漱芳齋四大護衛之一。 為解救爾康於指婚之中，主動吸引塞婭，也真心喜歡上她，後遠到蒙古，和塞婭結為一對。 |
| 容嬤嬤        | 方青卓 | 伍秀霞   | 皇后心腹，在皇后的視角裡，容嬤嬤是她的心腹，是她的親人，也是她的軍師。 皇后看似高貴權重，但又經常籠罩不安的威脅，主僕二人建造起了皇宮裡最陰暗深沉的氛圍。她常獻計對紫薇做過不少過分的事情、百般刁難，甚至還曾用過酷刑虐待紫薇。在小燕子等人大逃亡期間，獻計假造聖旨對他們下格殺令，導致他們在外九死一生，各各受傷不輕，紫薇還一度摔車暫時失明。最後在壞事東窗事發後，欲以己身救皇后，差點被判死，卻被紫薇以金牌令箭救回，後改判一百大板，然在行刑時，善良不記恨的紫薇竟以《 不打詩 》勸皇上收回對她的杖刑，她深受感動，從此和皇后徹底悔悟，主僕二人一起身居景仁宮思悔一生而不復出宮。 她雖然是個大反派，但對皇后忠心不二的部分也頗感人熱淚，被皇后視為皇宮裡最重要的三個人之一。                                                                                     |
| 柳青          | 王今鐸 | 關令翹   | 小燕子在進宮前一起住在大雜院的好朋友，柳紅的哥哥，和小燕子一起靠賣藝維生。 小燕子和紫薇進宮後，柳青兄妹倆在北京開了餐館「會賓樓」，名義上是營利事業，實際上是提供小燕子等人出宮的聚會場所，以及好友落難時的避風港，麥爾丹曾藏身於此，蕭劍也曾駐留會賓樓協助生意，並身兼保鑣。 小燕子等人大逃亡時，為了情義而結束會賓樓的營業，一起協助亡命天涯。後來和金鎖結為一對。 |
| 柳紅          | 周放   | 張頌欣   | 小燕子在進宮前一起住在大雜院的好朋友，柳青的妹妹，和小燕子一起靠賣藝維生。 小燕子和紫薇進宮後，柳青兄妹倆在北京開了餐館「會賓樓」。 在逃亡時認識和她一樣不喜歡被拘束的高明，兩人互相吸引並配為一對，但故事並未明確說明是否有結婚。 |
| 令妃          | 劉曉曄 | 劉惠雲   | 原型：孝儀純皇后魏佳氏，皇帝接班人十五阿哥永琰 ( 嘉慶帝 ) 的母親 七格格、九格格的母親 性格和藹可親，以誠待人，不攻心計，住在延禧宮，深受乾隆的喜愛，是劇中唯一視如己出用真情對待小燕子和紫薇的妃子，有別於後宮工於心計的皇后和嬪妃們。 然而隨著香妃的到來，令妃失寵，情緒很低落，幸運的是失寵時已懷上十五阿哥。 小燕子等人大逃亡時，在皇宮內不斷替他們爭取赦免，溫柔地述說小燕子他們的好，也讓皇上發現自己真的在盛怒之下鑄下大錯。 在紫薇出嫁時，以娘家長輩的身分為紫薇打點。 |
| 愉妃          | 莊慶寧 | 沈小蘭   | 原型：愉貴妃珂里葉特氏。 性格現實功利，嚴守禮教，有貴族的傲氣，是五阿哥永琪的生母。 她一輩子都以永琪為希望而活著，冀望著永琪能娶晴兒或其他名門望族閨秀，誰知小燕子闖入了永琪的生命大談轟轟烈烈的愛情，愉妃嫌棄小燕子來自民間孤兒，沒讀過書、缺乏教養，對她心存芥蒂，也成為小燕子與永琪的最大阻礙之一。 後來對於出身名門的欣榮十分喜歡，不顧永琪心硬反對而請皇上和太后賜婚，破壞了母子感情，最後以死相逼要他們成婚。 但最終也永遠失去了其兒永琪 |
| 含香          | 麥迪娜 | 鄭麗麗   | 香妃來自回族 ( 新疆 )，一笑傾城，一出生身上便帶著神奇的香味，可招來蝴蝶，被父親阿里和卓認為是個和平使者，一出生就被決定要在她長大後獻給大清皇帝作為和親的妃子。 雖然乾隆對香妃一見鍾情，無奈香妃在故鄉已有了情投意合的麥爾丹，入宮後從不讓乾隆臨幸，始終保持童貞，太后對此事甚為忌諱，在受到皇后的穿鑿附會成她是個會散發奇香招引蝴蝶的妖女，於是被太后賜鶴頂紅鴆死，後又被小燕子等人用「凝香丸」起死回生。 香妃重生後，小燕子和紫薇等人不忍她和麥爾丹分離，又在宮中受折磨，於是她們想盡辦法把香妃轉移出宮，為此造成皇上大怒，加上其他林林總總的原因，小燕子等人也開始了浪跡天涯的命運。 香妃的陪嫁品包含三顆稀世珍品「凝香丸」，可挽救瀕臨垂死的性命，第一顆用在麥爾丹身上，第二顆用在企圖自殺讓永琪照自己期望而行的瑜妃娘娘身上，第三顆用在被老佛爺判死的自己身上。 |
| 麥爾丹        | 張丹峰 | 陳卓智   | 旧版中稱蒙丹。 來自回族，在回族中是個貴族，與含香早已有了誓約，無奈含香父親阿里和卓執意要將含香嫁給乾隆。為了含香而來到北京，受到小燕子等人幫助，與含香一同逃難。 與大家已成為好友的他，在小燕子和紫薇被判死要上行台前，與永琪、爾康等人一起救出兩人。 |
| 塞婭公主      | 柴碧雲 | 張頌欣   | 舊版原為西藏的公主，新版則改為蒙古的公主。 刁蠻任性的個性和小燕子如出一轍，原本愛上在比武大賽表驗優異的爾康，並得到獲許將與爾康成親。 後與為了拯救爾康前來的爾泰相識相知，並結為一對。 |
| 索綽羅·欣荣   | 闞清子 | 曾秀清   | 代替旧版中的陈知画。 永琪的福晉。为了得到永琪，与小燕子展开一場情敌之战，不顧紫薇等眾人勸說，在皇上與老佛爺的指婚以及永琪母親愉妃娘娘的幫助下，順利與永琪成親，但心有所屬的永琪始終不願與她圓房。 在永琪決定回宮給瑜妃娘娘留下一個孫子後，在他的酒裡放下药物，使永琪误以为自己是小燕子，后发生关系並且怀孕。最後为永琪誕下了他的替身綿億。 与小燕子爭奪到最後徹底失去永琪 |
| 常壽 ( 太醫 ) | 劉昌偉 | 陳曙光   | 舊版中無此角色。 皇宮裡面的御醫，醫術為太醫之首，並有許多獨家秘方寶藥，但個性古怪調皮。 掌管御藥房，和掌管御膳房的莊師傅是一對冤家。和教士郎世寧是好朋友，和班傑明是忘年之交，常和班傑明鬥嘴，也常被班傑明帶到漱芳齋為小燕子等人治傷治病。由於小燕子經常出包受傷不斷，班傑明替漱芳齋常備了常太醫的寶藥箱，必要時隨時可用，於是常太醫戲稱漱芳齋「超級病原體」。 後來見識到了香妃的「凝香丸」，對它起死回生的神奇藥效嘆為觀止，於是也在御藥房展開了研發。 在宮外，他也曾被悄悄帶出宮為麥爾丹醫治。 |

### 其他角色
| 角色         | 演員       | 粵語配音 | 簡介 |
| 明 月        |            | 黃淑芬   | 漱芳齋丫鬟，「兩大美女」 |
| 彩 霞        | 馬湘宜     | 余欣沛   | 漱芳齋丫鬟，「兩大美女」 |
| 小凳子       | 瞿澳暉     | 周良鴻   | 漱芳齋太監，「四大才子」 |
| 小桌子       | 張倬聞     | 胡家豪   | 漱芳齋太監，「四大才子」 |
| 小蚊子       | 辛 新      | 張方正   | 漱芳齋太監，「四大才子」 |
| 小蟲子       | 陳木易     | 巫哲棋   | 漱芳齋太監，「四大才子」 |
| 小桂子       | 李子杏     |          | 永琪之近身太监、永和宫太监 |
| 小順子       | 韓 超      |          | 永琪之近身太监、永和宫太监 |
| 小路子       | 王 子      |          | 皇上身邊的太監 |
| 小黃子       | 徐天辰     |          | 如意館太監 |
| 小綠子       | 陳亞運     |          | 如意館太監 |
| 小藍子       | 丁 力      |          | 如意館太監 |
| 郎世寧       | 徐亞洲     | 譚炳文   | 傳教士，班傑明的師傅 |
| 福 倫        | 雷鎮語     | 朱子聰   | 福爾康的父親 |
| 福倫福晋     | 陳慧娟     |          | 福爾康的母親 |
| 紀曉嵐       | 剛 毅      | 蘇強文   | |
| 傅恒         | 邢瀚卿     |          | |
| 鄂 敏        | 楊豐宇     |          | |
| 采 蓮        | 謝鐘靈     |          | |
| 莊師傅       | 王鶴鳴     |          | 御膳房的廚師 |
| 梁廷桂       | 臧金生     | 林保全   | |
| 賽 威        | 楊全靜     |          | 皇后身邊的侍衛，對皇后及容嬤嬤忠心耿耿，亦與十二阿哥情同手足，多次對小燕子等人下毒手，最後被皇上派去看守皇陵 |
| 賽 廣        | 葉 島      |          | 皇后身邊的侍衛，對皇后及容嬤嬤忠心耿耿，亦與十二阿哥情同手足，多次對小燕子等人下毒手，最後被皇上派去看守皇陵 |
| 賽 虎        | 閆青龍     | 蕭徽勇   | 皇后身邊的侍衛，對皇后及容嬤嬤忠心耿耿，亦與十二阿哥情同手足，多次對小燕子等人下毒手，最後被皇上派去看守皇陵 |
| 賽 豹        | 余成川     |          | 皇后身邊的侍衛，對皇后及容嬤嬤忠心耿耿，亦與十二阿哥情同手足，多次對小燕子等人下毒手，最後被皇上派去看守皇陵 |
| 齊克爾       | 王建新     |          | 塞娅父亲 |
| 阿里和卓     | 尼格木圖   |          | 含香的父親 |
| 雙 喜        | 曹 珊      |          | 慈宁宫宫女、晴儿之前近身侍婢 |
| 臘 梅        | 周晶晶     |          | 延禧宮宮女 |
| 冬 雪        | 張馨月     |          | 延禧宮宮女 |
| 翠 環        | 程冀南     |          | 景仁宫宫女 |
| 佩 玉        | 盛甜玲     |          | 景仁宫宫女 |
| 珍 兒        | 胡秋南     |          | 慈宁宫宫女 |
| 翠 兒        | 翁文千     |          | 慈宁宫宫女 |
| 眉 兒        | 千 景      |          | 永和宫宫女 |
| 迎 兒        | 羅舒婕     |          | 永和宫宫女 |
| 吉 祥        | 楊 青      |          | |
| 如 意        | 黃小蘭     | 黃鳳英   | |
| 小 小        | 鄭瓊宵     |          | |
| 窄 窄        | 楊夢迪     |          | |
| 秋 天        | 牟 星      |          | |
| 三格格       | 陳 恆      |          | |
| 蒙古額附珠爾 | 朱嘉鎮     |          | |
| 七格格       | 童星柴蔚   |          | 皇上的皇女 |
| 九格格       | 童星米豆   |          | 皇上的皇女 |
| 四阿哥       |            |          | 皇上的皇子 |
| 六阿哥       |            |          | 皇上的皇子 |
| 八阿哥       |            |          | 皇上的皇子 |
| 十一阿哥     | 童星符濤   |          | 皇上的皇子 |
| 十二阿哥     | 童星吳鐵錚 |          | 皇上的皇子 |
| 十五阿哥     |            |          | 皇上的皇子 |
| 小豆子       | 童星徐鈺涵 |          | |
| 小虎子       | 童星康升聞 |          | |
| 寶丫頭       | 童星陳詩丹 |          | |
| 王奶奶       | 孔碧玉     |          | |
| 孙婆婆       | 劉喚英     |          | |
| 桂嬤嬤       | 李小燕     | 蔡惠萍   | |
| 金鈴子       | 艾 如      |          | 含香的丫鬟 |
| 銀鈴子       | 陳 卓      |          | 含香的丫鬟 |
| 觀 保        | 于子寬     | 陳廷軒   | 欣榮的父親 |
| 觀保福晉     | 栗梅       | 蔡惠萍   | 欣榮的母親 |
| 蒲公公       | 高 森      |          | 老佛爺身邊的太監 |
| 胡太醫       | 王春元     |          | 太醫院的太醫 |
| 李太醫       | 顏京寧     |          | 太醫院的太醫 |
| 鍾太醫       | 韓喜全     |          | 太醫院的太醫 |
| 巴 郎        | 陳福生     |          | 奉皇后的命要殺害小燕子、紫微等人 |
| 歐 哥        | 尹哲飛     |          | 蕭劍的朋友 |
| 歐 嫂        | 毛建平     |          | 蕭劍的朋友 |
| 劉一心       | 沈保平     | 招世亮   | |
| 魯 加        | 徐振斌     |          | |
| 喀魯瑪       | 王良柱     |          | |
| 朗 卡        | 李晨胤     |          | |
| 高 遠        | 王 昆      |          | |
| 高 达        |            |          | |
| 夏雨荷父亲   | 苏茂       | 張炳強   | 夏雨荷的父親 |
| 夏雨荷母亲   | 宁子       | 黃麗芳   | 夏雨荷母親 |
| 王翰         | 白錦程     |          | |
| 朱銘         | 陳偉       |          | |
| 瑪鈺         | 任學海     |          | 簡介 十九年前為杭州巡撫，十九年後為甘肅巡撫，因十九年前擔任杭州巡撫時，放任兒子瑪璜為所欲為，诬陷斬首了蕭劍、小燕子的父親「江南第一俠」蕭之航，十九年後在擔任甘肅巡撫期間，被蕭劍向皇上前來巡仇，於是皇上重起調查，也證明了他濫殺無辜，將他斬首 |

### 客串演出
| 角色   | 演員           | 粵語配音 | 簡介 |
| 夏雨荷 | 林心如         | 曾秀清   | 乾隆在民间所爱的女人，后来生下女儿夏紫薇，将琴棋书画交给紫薇，让紫薇成为才女。数年后，雨荷病危，临死前向女儿紫薇告白其父亲为乾隆。要紫薇往北京—紫禁城，寻找自己的父亲—乾隆。 （林心如曾在98版第一部和第二部飾演主角夏紫薇，同時亦在98版第一部中分飾夏雨荷。） |
| 杜雪吟 | 秦嵐           | 陸惠玲   | 江南第一大俠萧之航的妻子，萧剑和小燕子的母亲。但因为丈夫蒙受冤屈后，害怕两个孩子被追杀，被迫将孩子們，分別交托于一南一北的親人抚养，最后殉情而死。 （秦嵐曾在98版第三部飾演陳知畫。）                                                                         |
| 萧之航 | 高梓淇（分饰） | 梁偉德   | 妻子为杜雪吟，萧剑和小燕子的父亲。因為一段私人恩怨，而被杭州巡撫瑪鈺陷害處死。死后妻子杜雪吟跟著殉情而死。 |
| 胡若蘭 | 張嘉倪         | 魏惠娥   | 射箭招親的女主角。 |
| 高亮   | 宗峰岩         |          | 射箭招親的男主角。 |
| 高明   | 宗峰岩         |          | 最後跟柳紅一起。 |

## 与98版还珠格格的区别
1. 主要角色中增加來自英國的宮廷畫師-班傑明與師傅郎世寧。
2. 與98版相較，小燕子的學業有較明顯進步（特別是成語的應用沒有像98版那樣亂七八糟）。
3. 小燕子大鬧梁府，98版是假冒新娘混進去同時什麼也沒偷到，新版則是假扮耆老從大門口直接混進去並在最後偷到一個銀錠子。
4. 小燕子大鬧梁府，98版是自己一個人假冒新娘潛進梁府，新版則是與柳青和柳紅三人一同前往。
5. 98版中紫薇和金琐獨自前往梁府要見梁大人時是女扮男裝混進府去，新版則是身著女裝並假裝是小燕子假扮的老太太婢女混進府去。
6. 紫薇在梁府時被梁大人的兒子搭訕，98版則沒有。
7. 夏雨荷与乾隆帝相遇时为乾隆初年。98版中，乾隆帝尚为宝亲王，未登基。
8. 98版中皇后和容嬤嬤前往探視被箭射傷的小燕子時讓令妃一同留下問話，新版則是讓令妃與太醫一同退下。
9. 夏雨荷与乾隆的過往有較多的敘述。98版中，夏雨荷僅在第一部乾隆過往的夢中登場過一次。
10. 皇后囚禁紫薇前：98版是派侍衛和太監從漱芳齋押到坤寧宮，新版則是假借令妃的名义騙出漱芳齋擄走到景仁宮。
11. 囚禁紫薇東窗事發後，乾隆將容嬤嬤關入大牢判處死刑，然後皇后向紫薇和小燕子求情讓兩人說服乾隆才免容嬤嬤一死，98版則是在皇后求情下容嬤嬤才免於一死，但被杖刑二十大板。
12. 永琪的額娘愉妃在98版早逝，新版改為依舊健在（較符合史實，歷史上的愉妃活到七十多歲）。
13. 98版小燕子和眾女縫製「跪的容易」的場景在新版被刪除。
14. 98版爾泰和永琪一樣對小燕子心存好感，新版則是班傑明和永琪。
15. 欣荣格格是永琪的嫡福晋。98版中，小燕子雖先嫁給永琪當了嫡福晋，後老佛爺要求把嫡福晉的位子讓給陈知画。
16. 太后、晴兒和簫劍在第一部後半登場。98版中，三人是直到第二部才登場。
17. 98版小燕子首次晉見太后時有穿戴「跪的容易」同時和太后等人引發衝突，新版則沒有。
18. 98版紫薇首次晉見太后時已經是明珠格格的身份了，新版則還是一名宮女並陪同小燕子晉見太后。
19. 98版中乾隆和小燕子等人微服出巡时惩治的贪官叫罗文良且没有出鏡，新版贪官叫鲁兵有出鏡。新版还增加了乾隆惩治引起民怨的旧县令，并亲自赐字勉励新县令的情节。
20. 98版中乾隆和小燕子等人微服出巡时遇到的新娘抛绣球招親，新版改为用射中同心锁招亲。
21. 98版的新郎叫齐志高，新版改为高亮。
22. 98版中乾隆微服出巡时的招亲新娘叫杜若兰，新版改为胡若兰。
23. 晴兒和簫劍在98版是到了第二部最後一集才見面，兩人也是到第三部才開始談起感情，新版兩人則提前於第一部後半相見，一見鍾情。
24. 塞婭在98版是西藏公主，新版則改為蒙古公主。同時新版還增加塞婭和爾泰的婚禮。
25. 新版加入餃子宴、男女蹴鞠大賽、放天燈等由小燕子主持和策劃的大型活動。
26. 柳青和柳紅所開的客棧會賓樓在98版是在第二部才正式開張，同時小燕子等人在開張前還前往幫忙裝潢，新版則是在小燕子與乾隆微服出巡期間開張。
27. 乾隆微服出巡前要求小燕子背李頎的古從軍行才能成行，98版小燕子失敗由紫薇代背另一首才過關，新版則在大家幫忙下一字不漏地成功背誦出來。
28. 乾隆微服出巡的成員在新版增加班傑明、晴兒和雙喜。
29. 98版小燕子等人是在會賓樓與蕭劍結識，新版則是在乾隆微服出巡時相識。
30. 皇后所住的寢宮98版是坤寧宮，新版則改為景仁宮。98版五阿哥的寢宮是景陽宮，新版則改為永和宮。
31. 漱芳齋的太監由原來的兩人變成四個人，並合稱為四大才子（增加兩大才子-小蚊子與小蟲子）。
32. 98版令妃是在第二部開頭再度懷孕，新版則是在香妃抵達北京後才出現懷孕的跡象。
33. 增加98版所沒有的御膳房、御藥房和如意館等場景及相關角色。
34. 新版金琐對爾康沒有男女感情，而是對柳青有好感，98版則是在第二部的集體逃亡期間才開始對柳青有好感。
35. 98版蕭劍一開始並無參與香妃的大逃亡計劃，而是在中途才加入，新版則改為一開始就參與香妃的大逃亡計劃。
36. 香妃在回疆的愛人-蒙丹，新版改名為麥爾丹。
37. 98年版小燕子師父是蒙丹，新版則是親生哥哥簫劍。98年版小燕子大雜院時期就有鞭子，新版鞭子是簫劍贈與。
38. 香妃來北京途中和麥爾丹與香妃過往的回憶都由維吾爾語發音，98版則是漢語發音。
39. 香妃和小燕子與紫薇去如意館時被太后與皇后撞見被命令要求換裝。98版3人則是在御花園與太后與皇后等人碰巧相見時被命令要求換裝。
40. 98版皇后没有喝过由御药房所熬的苦药。新版中皇后被太医常寿强迫喝下苦药，并對於苦藥产生害怕的感覺。
41. 98版小燕子原名为方慈，箫剑原名为方严，而他们的父亲叫方之航，母亲叫杜雪吟。新版中小燕子改为萧云，箫剑改为萧风，而他们的父亲改为萧之航，母亲不变。
42. 香妃被皇后強制換裝時，由班傑明前往乾隆那裡求救，紫薇和小燕子留下來幫香妃向皇后求情。98版則是小燕子前往乾隆那裡求救，紫薇單獨留下來求情。
43. 小燕子救香妃時不慎摔傷腳，98版則平安無事。
44. 香妃強制換裝一事，麥爾丹知情，98版的蒙丹則不知情（爾康要大家不要說）。
45. 98版中，小燕子因永琪逼做學問而離宮出走後遭到黑店棋社的老闆囚禁的劇情在新版被刪除。
46. 新版增加柳青，柳红进宫參加小燕子和紫薇的生日宴与足球比赛。旧版小燕子和紫薇从沒有在宫中过生日的剧情。
47. 98版小燕子与乾隆皇帝等人微服出巡时候紫薇等人于外野餐并回宫获赏赐的情节被新版删除。
48. 晴兒掉下陷阱是獲蕭劍所救，並對他開始迷戀。98版中，晴兒並沒有掉下陷阱，他們是在小燕子的婚禮中一見鍾情的。
49. 小燕子受箭傷後第一次在皇宮如廁時有使用香棗，98版並沒有如廁和使用香棗的劇情。
50. 98版小燕子逃亡期间曾在野外如厕时被乾隆派去追捕的官员李德胜所获。新版该官员名为黎德胜（可能是因爲李德胜是毛泽东的化名而改動）。
51. 小燕子在逃亡的時候打算把柳紅和班傑明配成一對，但是沒成功。98版在第二部的時候，柳紅還是單身，並在第三部才與另一人成親。
52. 98版大逃亡是在聚賢大會中被百姓認出格格身分，而後福大人趕到賀家找到眾人。新版則是在南陽開了麵館被福大人找到。
53. 98版紫薇和小燕子在第一部最後有分別被冊封為明珠格格和還珠郡主，並分別指婚給爾康和永琪。新版冊封及指婚兩件事則是被老佛爺壓下，也因此在新版中，雖然大家都知道紫薇是格格，但卻一直到大逃亡回宮後與爾康成親前才正式冊封，而且98版紫薇封為格格後並未去祭天，新版卻有。
54. 關於小燕子和蕭劍的兄妹關係，98版一直處於模糊不清的狀態，新版則是在一開始因為胎記確定了兩人就是兄妹的關係。
55. 令妃在98版香妃還在宮裡時生下十五阿哥，新版則是在乾隆皇帝前往南陽接小燕子等人時生下十五阿哥。故新版也没有98版容嬷嬷在紫薇抱十五阿哥时脚绊紫薇导致十五阿哥脱手飞出被小燕子所救的情节。
56. 98版與新版宗人府有大大的不同：98版較正統，新版較陽春。
57. 新版含香利用「八旗家宴」扮成蒙古侍衛逃出皇宮，98年版則是扮成太監，由紫薇小燕子負責拖住乾隆。
58. 98版在放走香妃之後，永琪、爾康、紫薇、小燕子、金琐全部都被關進大牢。新版則只有紫薇、小燕子和金琐被關。
59. 98版小燕子、紫薇、金锁因香妃事件入狱后被去掉头部首饰，紫薇遭陷害後，皇帝以为紫薇不是他的女儿而解除了她和小燕子的格格身份，但小燕子和紫薇在狱中始終是被捕时的装扮，金锁也维持了被捕时的宫女装（布娃娃事件时也是如此，只有更早被捕入宗人府时换了囚衣）。新版三人入狱时没有被去掉头部首饰，判刑后换成囚衣。兩版都有令妃及晴兒想假裝送新衣用宮女換紫薇、小燕子但沒成功，只能送别，让宫女给二人换上新衣服和首饰，令二人恢复公主装扮，被押赴刑场时也未改。
60. 98版金琐充軍人犯、差役較多是出現在草原，被差役盯上是因身旁犯人走不動，向差役要水喝，被差役鞭打後逃跑時發現身上有金首飾才被扒衣服，後被爾康等人解救後放了所有人犯。新版則是人犯、差役較少，在樹林下，被差役盯上是因身旁犯人走不動，向差役要水喝，單純是差役不高興就扒了衣服欺負並沒有金首飾和逃跑橋段，後被柳青、柳紅所救，沒有放走所有犯人。98版是在香妃告別大家前，新版則是在香妃離開後。
61. 98版晴兒沒有跟著大家一起逃亡。新版晴兒在小燕子和紫薇被送往法場時有出宮，而後被蕭劍帶走。
62. 98版小燕子是在卖艺途中遇见追兵并与永琪和萧剑将追兵踢入染缸里，新版为永琪和班杰明和小燕子是在买油纸伞中遇见的，追兵則是被推倒和扔香肠。
63. 98版蕭劍和小燕子的父親（方之航）是因為文字獄被砍頭。新版（蕭之航）是因為行俠仗義殺了巡撫作惡多端、強姦民女的兒子，被巡撫公報私仇扣上亂黨的污名而砍頭。
64. 98版大逃亡期間，小燕子與柳紅等人在洛陽重操舊業在街頭表演拳腳功夫和賣藝，新版則是先去牧場幫忙，接下來幫人推銷油紙傘，最後在南陽開了一間麵店來賺取生活費。
65. 在新版中大逃亡期間，與眾人分散的柳紅、柳青、金琐三人是直到南陽才與大家會合，但在98版則是柳紅先在洛陽與大家會合，柳青和金琐兩人到南陽才與大家會合。
66. 98版大逃亡期間蕭劍離開眾人時昰由爾康勸說才願意歸隊，新版則改由晴兒勸說。
67. 98版大逃亡之後，大家都被乾隆感動回到皇宮。新版小燕子因為顧忌愉妃娘娘和欣榮格格，晴兒因為深愛著蕭劍，班杰明則是因為小燕子不願回宮，因此三人都跟著蕭劍一起去了大理。幾年後永琪才去大理。
68. 98版有第三部「天上人間」，描述三年後緬甸戰役的故事，新版在故事上則只綜合98版的一部跟二部，時間經過約為二年，但人物方面是三部集合（不過天上人間登場的緬甸公主慕沙和江南名妓夏盈盈被刪除，陳知畫則被欣榮格格給替代）。
69. 新版晴兒與蕭劍以及小燕子和班杰明一起去大理後，晴兒與蕭劍結婚、晴兒懷孕、四人共組家庭。小燕子答應給永琪兩年時間對愉妃盡孝、讓欣榮懷孕、讓愉妃留下孫子小永琪-綿億 。生了綿億後永琪才離家去大理找小燕子，二人並沒有正式婚禮。98版則是小燕子與永琪回到宮裏完成婚事，第三輯先有第三者陳知畫的出場。
70. 新版乾隆有派人重新調查紫薇的身世。98版則是無條件相信紫薇，然後在巴朗的招供下得知紫薇真的是被陷害的。
71. 新版尔康为了留住紫薇的心而强吻紫薇，98版中紫薇后來知道误会尔康了。
72. 新版皇后和紫薇仍然是敌人的关系，98版在紫薇封为格格的时候曾经和好。
73. 98版的箫剑不懂缝针治疗，新版的箫剑懂得使用缝针治疗。
74. 98版第三部「天上人間」箫剑与晴儿私奔后回家了，新版晴儿与箫剑并没有私奔。
75. 98版中小燕子的「师傅眼睛圆又圆，一拳过去少半边。大家笑得乱糟糟，皇上一哼静悄悄。」被新版删除。
76. 98版中小燕子微服出巡时没有被热汤烫伤，新版增加被热汤烫伤并红肿。
77. 98版中紫薇在大逃亡的时候摔伤的地底下是草，新版改为平地。
78. 98版中爾康小燕子帶重傷失明的紫薇去找大夫，爾康去問路，小燕子在路旁找人下棋，紫薇被壞人帶走賣去煙樓的情節在新版被刪除。新版改為爾康獨自帶紫薇求醫，小燕子永琪班傑明花錢買琴。
79. 新版中尔康受伤的地方改为手部，98版为胸部附近。
80. 98版中皇后冷宫是「静心苑」，新版改为她自己的景仁宫。
81. 98版中小燕子第一次溜出宮看紫薇時，被乾隆和令妃看穿，新版則是瞞住了皇后和令妃，卻被乾隆拆穿。
82. 在第一次溜出宮的第二天，小燕子在98版中被皇后踩到了手，新版是從永和宮溜走時被容嬤嬤發現。
83. 新版中，金琐是在含香和麥爾丹單獨逃亡以後才歸隊並稱為十全十美，98版是在劫囚車當天跟大家會合。
84. 新版新增小燕子打破歐嫂的碗盤，到市場上買並被追兵發現的情節。
85. 98版小燕子雖然沒有認真學武功，但遇到危險還算有點武打的樣子，新版中的小燕子三腳貓功夫居多，兩版都有後來認真學會並精鑽了鞭子和劍的情節。
86. 新版增加小燕子欲送別乾隆等人，但被尔康擋在石头后面，尔康指出小燕子會讓他们无法回宫。
87. 98版對紫薇和爾康的婚禮及洞房花燭夜只是稍微帶過，新版則有較詳細過程。
88. 98版小燕子結束時有4個小孩，新版則以小燕子和永琪在大理重逢结局，故小燕子尚未有孩子。
89. 新版還多出常壽、高明、和敬公主、永瑆等角色。
90. 新版刪去了98版第三輯中，有關爾康遠征緬甸落難的劇情，例如爾康有毒癮，以及被緬甸王關起來逼婚的情節。
91. 新版紫薇只有懷孕孩子還沒生出來。98版則有，還提到孩子叫東兒，要讓他跟小燕子的女兒結婚。
92. 98版小燕子發明用黃梅調歌唱背誦成語，還有提到永琪（改名艾琪）變名醫，新版則被刪除。
93. 98版小燕子利用蜜蜂惡整皇后和容嬤嬤時將整個旗頭踩在腳下，新版則改為把皇后的珠花踢下。
94. 新版香妃被太后賜死时五阿哥没说「我敢」（宣太医）。
95. 98版凝香丸是阿里和卓给香妃，总共五颗。新版的只有三顆，外加常太醫製造的半成品。
96. 新版含香死而復生後，班傑明說的對白原本是爾康說的。
97. 98版香妃放走香妃娘娘是爾康和五阿哥駕著馬車護送出宮，晴兒在無意中放走他們，香妃的兩個婢女留在皇宮。新版則是由香妃和兩個婢女一起，由太監們特地放走，爾康和五阿哥當時在「八旗家宴」，晴兒是知情的。
98. 98版隨含香到北京的婢女是維娜跟吉娜，新版改名金鈴子跟銀鈴子。
99. 98版香妃失蹤是紫薇和小燕子說香妃變成蝴蝶驚動宮中各人。新板卻是宮中發動找尋，香妃也留信承認自己出宮，「變成蝴蝶」變成宮中的傳言。
100. 98版紫薇沒有承認放走香妃，新版紫薇親口向皇上承認。
101. 新版皇上一天內已經去追捕香妃，98版香妃逃了兩天，皇上沒有追只是著重審問格格。
102. 98版在小阿哥滿月宴期間送走香妃一人，新版則是在八旗家宴期間連同金鈴子、銀鈴子送走的。
103. 新版紫薇立刻就認出濟南的舅公舅婆，98版是紫薇的舅公舅婆認出紫薇。
104. 98版「布娃娃事件」和紫薇被人夾手指的情節在新版被刪除。
105. 98版紫薇被容嬷嬷严刑拷打后还可以站着起来说话后晕倒，新版的紫薇被容嬷嬷严刑拷打后直接昏迷不起。

## 主創人員
中國大陸版主創人員：
- 出品人：歐陽常林、何珠、陳天橋
- 原著／編劇：瓊瑤
- 導演：李平、丁仰國
- 現場副導演：華甯、舒敏
- 武術導演：藍海瀚
- 攝影師：管健壯、吉雨、蔣江濤、李濟輝
- 剪輯師：崔德華、徐志偉
- 馬術師：國蓮、國慶、鄒麗、婁玉成
- 總製作人：劉向群
- 製作人：劉海燕
- 製片主任：李攝宇、潘學斌
- 總監製： 魏文彬 、張華麗、湖衛箭
- 總編審：姜欣、蔣新建
- 藝術總監：何琇瓊
- 統籌：何小庭、肖寧
- 總美術：李明傑
- 置景統籌：王建波、夏國奇

臺灣版《新還珠格格》演職員名單：
- 監製：陳成德
- 出品人：平鑫濤、歐陽常林、陳天橋
- 原著：瓊瑤
- 編審：王冠
- 總製作人：劉向群
- 製片人：何琇瓊、劉海燕
- 編劇：瓊瑤、黃素媛
- 策劃：李浩
- 視覺整合：唐逸
- 音樂製作：莊立帆
- 導演：丁仰國、李平
- 发行许可证：剧审字(2011)第008号 (燕兒翩翩飛)，第009号 (風兒陣陣吹)，第010号 (人兒何處歸)
- 电视剧制作许可证：甲第186号

## 制作播出过程
新《还珠格格》于2010年6月15日正式开拍，2011年3月10日杀青，共拍攝268天。原著作者瓊瑤表示，新《還珠格格》的創作一直以“快樂”為主題，並不在乎是否超越舊版。2010年8月5日，湖南衛視公佈了新《還珠格格》的大量定妝照。
2011年7月13日，該劇在北京舉行了發佈會，宣佈新版《還珠格格》將于2011年7月16日湖南衛視首播。

## 播出情況

### 中国大陆
本剧是湖南衛視的自製劇，有中國大陸獨家播映權，全球首播亦是该頻道。新版《还珠格格》已于2011年7月16日在2011年9月8日在湖南卫视金鹰独播剧场每周六至周四22：00两集连播（每周五因直播快乐女声而停播）。开播當日该剧10位主角一起录製了湖南卫视綜藝节目《快乐大本营》做宣传。
在首播的前一個月，湖南衛視剪輯進度緊湊，並去掉片頭片尾曲，只保留10秒鐘左右的過場。而8月中旬突然放慢速度，並加入完整的片頭片尾曲，每集都重複上一集3分鐘左右的內容。
片尾題詞「謹以此片紀念《禮運大同篇》作曲人，黃友棣先生」大陸版片尾將黃友棣寫成了“黃友‘隸’”。

### 臺灣
台灣首播版權在中視和華視的力爭之下，最後確定花落華視，原定2011年7月20日播出，但因卡在送審，確定延期，播出時間連瓊瑤說還不清楚。華視已正式拍板7月25日上檔。
台灣有線電視首播版權，則賣給八大電視。八大電視已在官網公佈，2011年7月30日起，每週六日12:00～14:00於八大戲劇台播出。
開播之後的收視並沒有如預期中的好，多數台灣網友覺得還珠格格實在沒有翻拍的必要。台媒分析多數台灣觀眾的口味已經習慣所謂的現代華而不實偶像劇，加上此次翻拍的新還珠格格主要角色演員沒有像舊版的林心如或蘇有朋較台灣觀眾廣為人知，加上此劇的進度不如舊版緊湊，導致收視在播出前段並未有起色。隨著8月中旬劇組人員去台灣宣傳和播出劇情深入，收視率有所提升。值得一提的是全民最大黨惡搞劇中紫薇爾康騎馬一段，成為網路熱門話題。同期大學生了沒節目中出現的搞笑藝人Hold住姐「一秒鐘變格格」也引起清宮戲話題。
另外雖然全民最大黨惡搞劇中紫薇爾康騎馬一段在台灣成為網路熱門話題，但據悉瓊瑤對全民最大黨的惡搞頗為不滿。

### 香港
TVB已購买新《還珠格格》的香港首播版权，於2011年10月3日起無綫收費電視精選台配以粵語配音首播，2013年1月18日起在高清翡翠台重播。

### 新加坡
星和娱家戏剧台已从2011年9月30日起，以普通话播出，并在早晨时分及下午时分重播。前节目重播TVB剧集。

### 馬來西亞
Astro已購买新《還珠格格》的馬來西亞首播版权，將於2011年10月19日起每逢星期一至五傍晚六點於Astro至尊HD以華語高清首播。

### 網絡
新版《還珠格格》開播前，就遭到中國大陸視頻網站的搶購，在網路版權的售價上破了以往的紀錄，共賣出了3000多萬人民幣，分別在搜狐網、優酷網、土豆網、PPS網路電視等網站，於7月16日每晚兩集和湖南衛視同步連播。

## 電視劇歌曲
| 曲序 | 曲目                               |              | 作曲           | 主唱        | 备注                                         |
| ---- | ---------------------------------- | ------------ | -------------- | ----------- | -------------------------------------------- |
| 1.   | 奔向你（片頭曲）                   | 瓊瑤         | 莊立帆         | 張睿        | 總片頭曲                                     |
| 2.   | 一場意外（燕兒翩翩飛片尾曲）       | 瓊瑤、羅希亞 | 彭學斌         | 鍾舒祺      | 共同片尾曲，其歌曲命名不同而已               |
| 3.   | 風兒陣陣吹（風兒陣陣吹片尾曲）     | 瓊瑤、羅希亞 | 徐子崴         | 潘杰明      | 共同片尾曲                                   |
| 4.   | 想說分開不容易（人兒何處歸片尾曲） | 瓊瑤         | 周華健         | 鐘舒祺      | 內地片尾曲                                   |
| 5.   | 人兒何處歸（人兒何處歸片尾曲）     | 瓊瑤、羅希亞 | 陳偉伶         | 安心亞      | 台灣及香港片尾曲                             |
| 6.   | 吉祥歌（插曲）                     | 瓊瑤、莊立帆 | 莊立帆         | 李晟        | Rap部分：四大才子                            |
| 7.   | 一見鍾情（插曲）                   | 瓊瑤         | 小堅           | 李晟        | 98版天上人間會相逢改詞                       |
| 8.   | 滄桑的浪漫（插曲）                 | 瓊瑤、黃素媛 | 莊立帆         | 張睿、李晟  |                                              |
| 9.   | 紫薇花（插曲）                     | 瓊瑤         | 莊立帆         | 李晟        |                                              |
| 10.  | 燕子歌（插曲）                     | 瓊瑤         | Color Band     | 潘杰明      |                                              |
| 11.  | 黑暗中的你（插曲）                 | 瓊瑤         | 盧文韜         | 劉娛嘉      |                                              |
| 12.  | 今天天氣好晴朗（插曲）             | 瓊瑤         | 徐景新         | 方瓊        | 新版追加：劉娛嘉、馬連吉演唱版本             |
| 13.  | 山水迢迢（插曲）                   | 瓊瑤         | 徐景新         | 方瓊        | 新版追加：劉娛嘉演唱版本                     |
| 14.  | 當（插曲）                         | 瓊瑤         | 莊立帆、郭文琮 | 動力火車    | 新版追加：李晟、張睿、李佳航、劉娛嘉演唱版本 |
| 15.  | 你是風兒我是沙（插曲）             | 瓊瑤         | 呂禎晃         | 周杰+林心如 | 新版追加：李晟、李佳航、劉娛嘉演唱版本       |
| 16.  | 雨蝶（插曲）                       | 瓊瑤、許常德 | 張宇           | 李翊君      | 新版追加：劉娛嘉演唱版本                     |
| 17.  | 自從有了你（插曲）                 | 瓊瑤         | 徐景新         | 趙薇        | 新版追加：李晟、潘傑明演唱版本               |
| 18.  | 有一個姑娘（插曲）                 | 瓊瑤         | 李正帆         | 趙薇        | 新版追加：李晟演唱版本                       |

## 收視率

### 湖南衛視首播收視率
| 播映日期      | 平均收視率 | 市場份額 | 排名 | 集數          | 備註                                     |
| ------------- | ---------- | -------- | ---- | ------------- | ---------------------------------------- |
| 2011年7月16日 | 1.94       | 8.1      | 2    | 第01集-第02集 |                                          |
| 2011年7月17日 | 1.6        | 7.2      | 2    | 第03集-第04集 |                                          |
| 2011年7月18日 | 1.69       | 8.27     | 1    | 第05集-第06集 |                                          |
| 2011年7月19日 | 1.71       | 8.04     | 1    | 第07集-第08集 |                                          |
| 2011年7月20日 | 1.53       | 7.32     | 1    | 第09集-第10集 |                                          |
| 2011年7月21日 | 1.72       | 8.98     | 1    | 第11集-第12集 |                                          |
| 2011年7月22日 | -          | -        | -    | -             | 快樂女聲總決賽第二場，新還珠格格停播一天 |
| 2011年7月23日 | 1.43       | 6.13     | 2    | 第13集-第14集 |                                          |
| 2011年7月24日 | 1.41       | 6.74     | 2    | 第15集-第16集 |                                          |
| 2011年7月25日 | 1.40       | 6.54     | 1    | 第17集-第18集 |                                          |
| 2011年7月26日 | 1.43       | 6.64     | 1    | 第19集-第20集 |                                          |
| 2011年7月27日 | 1.51       | 7.26     | 1    | 第21集-第22集 |                                          |
| 2011年7月28日 | 1.54       | 7.31     | 1    | 第23集-第24集 |                                          |
| 2011年7月29日 | -          | -        | -    | -             | 快樂女聲總決賽第三場，新還珠格格停播一天 |
| 2011年7月30日 | 1.61       | 6.34     | 1    | 第25集-第26集 |                                          |
| 2011年7月31日 | 1.36       | 5.79     | 1    | 第27集-第28集 |                                          |
| 2011年8月1日  | 1.48       | 7.11     | 1    | 第29集-第30集 |                                          |
| 2011年8月2日  | 1.74       | 8.09     | 1    | 第31集-第32集 |                                          |
| 2011年8月3日  | 1.64       | 7.61     | 1    | 第33集-第34集 |                                          |
| 2011年8月4日  | 1.72       | 8.32     | 1    | 第35集-第36集 | csm40:1.74 第一部《燕兒翩翩飛》播畢      |
| 2011年8月5日  | -          | -        | -    | -             | 快樂女聲總決賽第四場，新還珠格格停播一天 |
| 2011年8月6日  | 1.45       | 7.02     | 1    | 第37集-第38集 |                                          |
| 2011年8月7日  | 1.67       | 7.11     | 1    | 第39集-第40集 |                                          |
| 2011年8月8日  | 1.87       | 8.44     | 1    | 第41集-第42集 |                                          |
| 2011年8月9日  | 1.91       | 8.84     | 1    | 第43集-第44集 |                                          |
| 2011年8月10日 | 1.95       | 9.08     | 1    | 第45集-第46集 |                                          |
| 2011年8月11日 | 2.05       | 9.59     | 1    | 第47集-第48集 |                                          |
| 2011年8月12日 | -          | -        | -    | -             | 快樂女聲總決賽第五場，新還珠格格停播一天 |
| 2011年8月13日 | 1.81       | 7.24     | 1    | 第49集-第50集 |                                          |
| 2011年8月14日 | 1.5        | 6.77     | 1    | 第51集-第52集 |                                          |
| 2011年8月15日 | 1.55       | 7.79     | 1    | 第53集-第54集 |                                          |
| 2011年8月16日 | 1.56       | 7.58     | 1    | 第55集-第56集 |                                          |
| 2011年8月17日 | 1.5        | 7.27     | 1    | 第57集-第58集 |                                          |
| 2011年8月18日 | 1.54       | 7.66     | 1    | 第59集-第60集 |                                          |
| 2011年8月19日 | -          | -        | -    | -             | 快樂女聲總決賽第六場，新還珠格格停播一天 |
| 2011年8月20日 | 1.39       | 5.9      | 1    | 第61集-第62集 |                                          |
| 2011年8月21日 | 1.38       | 5.64     | 1    | 第63集-第64集 |                                          |
| 2011年8月22日 | 1.61       | 8.2      | 1    | 第65集-第66集 |                                          |
| 2011年8月23日 | 1.54       | 7.67     | 1    | 第67集-第68集 |                                          |
| 2011年8月24日 | 1.52       | 7.49     | 1    | 第69集-第70集 |                                          |
| 2011年8月25日 | 1.6        | 7.74     | 1    | 第71集-第72集 |                                          |
| 2011年8月26日 | -          | -        | -    | -             | 快樂女聲總決賽第七場，新還珠格格停播一天 |
| 2011年8月27日 | 1.67       | 6.9      | 1    | 第73集-第74集 | 第二部《風兒陣陣吹》播畢                 |
| 2011年8月28日 | 1.5        | 6.54     | 1    | 第75集-第76集 |                                          |
| 2011年8月29日 | 1.56       | 8.01     | 1    | 第77集-第78集 |                                          |
| 2011年8月30日 | 1.53       | 7.96     | 1    | 第79集-第80集 |                                          |
| 2011年8月31日 | 1.38       | 7.03     | 1    | 第81集-第82集 |                                          |
| 2011年9月1日  | 1.33       | 6.91     | 1    | 第83集-第84集 |                                          |
| 2011年9月2日  | -          | -        | -    | -             | 快樂女聲總決賽第八場，新還珠格格停播一天 |
| 2011年9月3日  | 1.7        | 7.07     | 1    | 第85集-第86集 |                                          |
| 2011年9月4日  | 1.23       | 5.81     | 1    | 第87集-第88集 |                                          |
| 2011年9月5日  | 1.39       | 7.88     | 1    | 第89集-第90集 |                                          |
| 2011年9月6日  | 1.36       | 7.46     | 1    | 第91集-第92集 |                                          |
| 2011年9月7日  | 1.22       | 7.03     | 1    | 第93集-第94集 |                                          |
| 2011年9月8日  | 1.64       | 9.33     | 1    | 第95集-第96集 |                                          |
| 2011年9月9日  | 1.54       | 9.14     | 1    | 第97集-第98集 |                                          |
| 平均收視      | 1.54       | 8.26     | -    | -             | 全年排第八                               |

### 華視首播收視率（AGB尼爾森收視率）
| 播映日期                | 週數     | 平均收視率 | 排名 | 集數    | 備註 |
| ----------------------- | -------- | ---------- | ---- | ------- | --- |
| 2011年7月25日－07月29日 | 1        | 0.80       | 5    | 01 - 05 | 7/25 平均收視率：0.76 7/26 平均收視率：0.70 |
| 2011年8月1日－08月5日   | 2        | 0.94       | 5    | 06 - 10 | 8/1 平均收視率：0.87 8/2 平均收視率：0.92 8/3 平均收視率：0.88 8/4 平均收視率：0.97 8/5 平均收視率：1.05                                                    |
| 2011年8月8日－08月12日  | 3        | 1.32       | 5    | 11 - 15 | 8/8 平均收視率：1.22 8/9 平均收視率：1.11 8/10 平均收視率：1.38 8/11 平均收視率：1.63 8/12 平均收視率：1.27                                                 |
| 2011年8月15日－08月19日 | 4        | 1.48       | 4    | 16 - 20 | 8/15 平均收視率：1.32 8/16 平均收視率：1.36 8/17 平均收視率：1.40 8/18 平均收視率：1.67 8/19 平均收視率：1.62                                               |
| 2011年8月22日－08月26日 | 5        | 1.84       | 4    | 21 - 25 | 8/22 平均收視率：1.59 8/23 平均收視率：1.79 8/24 平均收視率：1.99 8/25 平均收視率：1.80 8/26 平均收視率：2.04                                               |
| 2011年8月29日－09月2日  | 6        | 1.83       | 4    | 26 - 30 | 8/29 平均收視率：2.47 8/30 平均收視率：1.71 8/31 平均收視率：1.68 9/1 平均收視率：1.61 9/2 平均收視率：1.67                                                 |
| 2011年9月5日－09月9日   | 7        | 1.54       | 4    | 31 - 35 | 9/5 平均收視率：1.49 9/6 平均收視率：1.45 9/7 平均收視率：1.49 9/8 平均收視率：1.59 9/9 平均收視率：1.68                                                    |
| 2011年9月12日－09月16日 | 8        | 1.77       | 4    | 36 - 40 | 9/12 平均收視率：1.70 9/13 平均收視率：1.68 9/14 平均收視率：1.91 9/15 平均收視率：1.75 9/16 平均收視率：1.79                                               |
| 2011年9月19日－09月23日 | 9        | 2.08       | 4/3  | 41 - 45 | 9/19 平均收視率：1.80 9/20 平均收視率：1.62 9/21 平均收視率：2.26 9/22 平均收視率：2.40 9/23 平均收視率：2.31                                               |
| 2011年9月26日－09月30日 | 10       | 1.83       | 3    | 46 - 50 | 9月26日、27日播出90分鐘 9月28日起，播出60分鐘 9/26 平均收視率：1.98 9/27 平均收視率：1.82 9/28 平均收視率：1.71 9/29 平均收視率：1.92 9/30 平均收視率：1.67 |
| 2011年10月3日─10月4日   | 11       | 1.99       | 3    | 51 - 52 | 10月3日、4日播出80分鐘 10月4日完結篇 10/3 平均收視率：1.90 10/4 平均收視率：2.09                                                                            |
| 平均收視                | 平均收視 | 1.58       | -    | -       | - |

- 同時段節目：
  - 三立台灣台《家和萬事興》
  - 民視《父與子》
  - 台視：
    - 週一～四《姊妹／田英雄》
    - 週五《百萬小學堂》

  - 中視《水滸傳／巾幗梟雄》
  - 大愛《美味人生／回家的路／愛的界線》
- 由AGB尼爾森調查，調查範圍是四歲以上收看電視之觀眾。
- 資料來源：中時娛樂

### 華視首播收視率（潤利收視率）
| 播映日        | 集數     | 平均收視 | 排名 | 備註                     |
| ------------- | -------- | -------- | ---- | ------------------------ |
| 2011年7月25日 | 第1集    | 0.74     | 5    |                          |
| 2011年7月26日 | 第2集    | 0.81     | 5    |                          |
| 2011年7月27日 | 第3集    | 0.76     | 5    |                          |
| 2011年7月28日 | 第4集    | 0.81     | 5    |                          |
| 2011年7月29日 | 第5集    | 0.85     | 5    |                          |
| 2011年8月1日  | 第6集    | 0.82     | 5    |                          |
| 2011年8月2日  | 第7集    | 0.95     | 5    |                          |
| 2011年8月3日  | 第8集    | 1.09     | 5    |                          |
| 2011年8月4日  | 第9集    | 1.00     | 5    |                          |
| 2011年8月5日  | 第10集   | 0.83     | 5    |                          |
| 2011年8月8日  | 第11集   | 1.02     | 5    |                          |
| 2011年8月9日  | 第12集   | 0.88     | 5    |                          |
| 2011年8月10日 | 第13集   | 1.01     | 5    |                          |
| 2011年8月11日 | 第14集   | 1.04     | 5    |                          |
| 2011年8月12日 | 第15集   | 0.99     | 5    |                          |
| 2011年8月15日 | 第16集   | 0.93     | 5    |                          |
| 2011年8月16日 | 第17集   | 0.97     | 5    |                          |
| 2011年8月17日 | 第18集   | 1.02     | 5    | 第一部《燕兒翩翩飛》播畢 |
| 2011年8月18日 | 第19集   | 1.04     | 5    | 第二部《風兒陣陣吹》開播 |
| 2011年8月19日 | 第20集   | 1.53     | 5    |                          |
| 2011年8月22日 | 第21集   | 1.07     | 5    |                          |
| 2011年8月23日 | 第22集   | 1.16     | 5    |                          |
| 2011年8月24日 | 第23集   |          |      |                          |
| 2011年8月25日 | 第24集   | 1.05     | 5    |                          |
| 2011年8月26日 | 第25集   | 1.53     | 5    |                          |
| 2011年8月29日 | 第26集   | 1.24     | 4    |                          |
| 2011年8月30日 | 第27集   | 1.13     | 4    |                          |
| 2011年8月31日 | 第28集   | 1.21     | 4    |                          |
| 2011年9月1日  | 第29集   |          |      |                          |
| 2011年9月2日  | 第30集   | 1.75     | 5    |                          |
| 2011年9月5日  | 第31集   | 1.27     | 4    |                          |
| 2011年9月6日  | 第32集   | 1.22     | 4    |                          |
| 2011年9月7日  | 第33集   | 1.33     | 4    |                          |
| 2011年9月8日  | 第34集   | 1.36     | 4    |                          |
| 2011年9月9日  | 第35集   | 1.90     | 4    |                          |
| 2011年9月12日 | 第36集   | 1.36     | 4    |                          |
| 2011年9月13日 | 第37集   | 1.27     | 4    | 第二部《風兒陣陣吹》播畢 |
| 2011年9月14日 | 第38集   | 1.43     | 4    | 第三部《人兒何處歸》開播 |
| 2011年9月15日 | 第39集   | 1.37     | 4    |                          |
| 2011年9月16日 | 第40集   | 2.02     | 4    |                          |
| 2011年9月19日 | 第41集   | 1.53     | 4    |                          |
| 2011年9月20日 | 第42集   | 1.38     | 4    |                          |
| 2011年9月21日 | 第43集   | 1.57     | 4    |                          |
| 2011年9月22日 | 第44集   | 1.44     | 4    |                          |
| 2011年9月23日 | 第45集   | 1.95     | 4    |                          |
| 2011年9月26日 | 第46集   | 1.55     | 4    |                          |
| 2011年9月27日 | 第47集   | 1.33     |      |                          |
| 2011年9月28日 | 第48集   | 1.65     |      |                          |
| 2011年9月29日 | 第49集   |          |      |                          |
| 2011年9月30日 | 第50集   | 1.56     |      |                          |
| 2011年10月3日 | 第51集   | 1.90     | 3    |                          |
| 2011年10月4日 | 第52集   | 2.09     | 3    |                          |
| 平均收視      | 平均收視 |          | -    | -                        |

- 同時段節目：
  - 三立台灣台《家和萬事興》
  - 民視《父與子》
  - 台視：
    - 週一～四《姊妹／田英雄》
    - 週五《百萬小學堂》

  - 中視《水滸傳／巾幗梟雄》
  - 大愛《美味人生／回家的路／愛的界線》
- 由潤利以電話方式，調查大台北地區收視戶。
- 資料來源：潤利艾克曼 （页面存档备份，存于）

## 外部連結
- 皇冠文化集團皇冠叢書第689期2011/07《新還珠格格》瓊瑤：新還珠格格的誕生 （页面存档备份，存于）（中文）
- 《新還珠格格》搜狐网专题 （页面存档备份，存于）（简体中文）
- 《新還珠格格》華視专题 （页面存档备份，存于）（中文）
- 《新还珠格格》湖南卫视专题 （页面存档备份，存于）（简体中文）
- 《新还珠格格》新浪网专题 （页面存档备份，存于）（简体中文）
- 《新还珠格格》观剧报告 网易娱乐 （页面存档备份，存于）（简体中文）
- 《環珠格格之燕兒翩翩飛》- 香港無線電視官方網頁 （页面存档备份，存于）（繁體中文）
- 《環珠格格之風兒陣陣吹》- 香港無線電視官方網頁 （页面存档备份，存于）（繁體中文）
- 《環珠格格之人兒何處歸》- 香港無線電視官方網頁 （页面存档备份，存于）（繁體中文）

## 电视剧的变迁
| 中国大陆 湖南卫视 金鹰独播剧场 每日（周五除外） 22:00-24:00                                                                     | 中国大陆 湖南卫视 金鹰独播剧场 每日（周五除外） 22:00-24:00                                                                                                 | 中国大陆 湖南卫视 金鹰独播剧场 每日（周五除外） 22:00-24:00 |
| --- | --- | ----------------------------------------------------------- |
| | 新還珠格格 （2011年7月16日－9月9日） |                                                             |
| 陽光天使 （2011年7月6日－7月14日）                                                                                              | 步步驚心 （2011年9月10日－9月29日） |                                                             |
| 華視主頻 星期一至星期五20:00~22:00 9月26日-9月27日播出20:00-21:30 9月28日-9月30日播出20:00-21:00 10月3日-10月4日播出20:00-21:20 | |                                                             |
| 艋舺燿輝 （2011.04.12 － 2011.07.22）                                                                                           | 新還珠格格 （2011.07.25 － 2011.10.04） | 新一簾幽夢 （2011.09.26－2011.10.28）                       |
| 八大戲劇台 星期六至星期日12:00~14:00                                                                                            | |                                                             |
| 康熙帝國 | 新還珠格格 （2011年7月30日－2012年1月1日） | 步步驚心                                                    |
| 星和娱家戲劇台 星期一至星期五22:30~00:15 重播08:30~10:15、13:15~14:45                                                           | |                                                             |
| 掌上明珠 （重播） （2011.09.09 － 2011.09.29）                                                                                  | 新還珠格格之燕兒翩翩飛 （2011.9.30 － 2011.10.25） 新還珠格格之風兒陣陣吹 （2011.10.26 － 2011.11.21）PG 新還珠格格之人兒何處歸 （2011.11.22－2011.12.7）PG | 宫 （2011.12.8 － 2012.1.2）                                |
| 香港 無綫精選台 亞洲王牌劇場 星期一至五17:30-18:30（2月9日起改為17:15-18:00）及22:30-23:30                                      | |                                                             |
| 包青天之碧血丹心 （2011.08.08 - 2011.09.30）                                                                                    | 還珠格格之燕兒翩翩飛 （2011.10.03 - 2011.11.21） 還珠格格之風兒陣陣吹 （2011.11.22 - 2012.01.12） 還珠格格之人兒何處歸 （2012.01.13 - 2012.02.15）          | 宮 （2012.02.16 - 2012.04.10）                              |
| 香港 高清翡翠台 星期一至五 高清劇場 23:45-00:45（其他重播時段請參見這裡）                                                       | |                                                             |
| 包青天之開封奇案 （2012.11.22 - 2013.01.17）                                                                                    | 還珠格格之燕兒翩翩飛 （2013.01.18 - 2013.03.05） 還珠格格之風兒陣陣吹 （2013.03.06 - 2013.04.22） 還珠格格之人兒何處歸 （2013.04.23 - 2013.05.21）          | 傾世皇妃 （2013.05.22 - 2013.07.16）                        |